# NGC 3691
NGC 3691 este o infrared source⁠(d) situată în constelația Leul. A fost descoperită în 14 martie 1784 de către William Herschel. Se află la o distanță de 11,59 megaparseci de Pământ.